# Accrochage
Accrochage (von französisch „das Aufhängen“, accrocher = aufhängen) war in Frankreich spätestens ab den 1960er Jahren der gebräuchliche Ausdruck für die Hängung von Bildern in Museen. Der Begriff Accrochage wurde dann von Kunst-Galeristen aufgegriffen und für die Bezeichnung von Ausstellungen aus den eigenen Beständen einer Kunstgalerie verwendet. Meist werden dabei Werke verschiedener Künstler gezeigt, wobei die Kunstwerke manchmal auch in Anwesenheit des Publikums gehängt werden. 
Siehe auch: 
- Salonhängung